# Przełęcz Glisne
Przełęcz Glisne (634 m n.p.m.) – przełęcz w Beskidzie Wyspowym między Luboniem Wielkim (1022 m) a Małą Górą (883 m) znajdującą się w masywie Szczebla (976 m). W rejonie przełęczy położona jest wieś Glisne, a przez samą przełęcz prowadzi droga Mszana Dolna – Tenczyn. Rejon przełęczy jest bezleśny, dzięki temu jest dobrym punktem widokowym. Po wschodniej stronie przełęczy znajduje się miejscowość Glisne w powiecie limanowskim, po zachodniej Tenczyn w powiecie myślenickim.

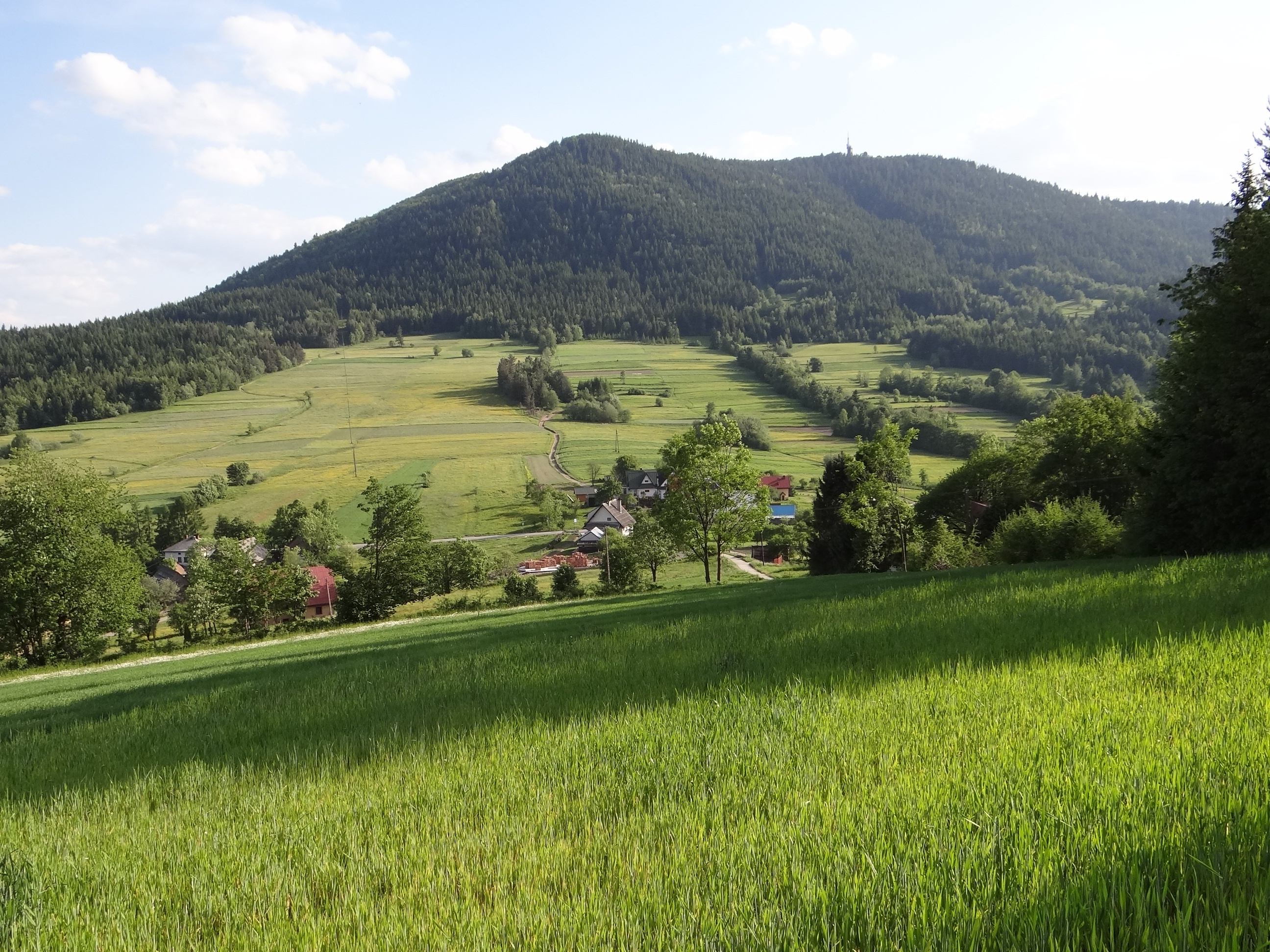
Luboń Wielki i przełęcz Glisne

Z przełęczy Glisne prowadzi najkrótsze turystyczne podejście na szczyt Lubonia Wielkiego. Jest jednak bardzo strome i czasami (np. gdy jest zlodzone, lub po większych opadach deszczu) jest śliskie i trudne do przejścia.

## Szlaki turystyczne
przełęcz Glisne – Szczebel. Suma podejść 340 m, czas przejścia 1 godz. 15 min, z powrotem 45 min
 przełęcz Glisne – Luboń Wielki. Suma podejść 400 m, czas przejścia 45 min, z powrotem 30 min
 Luboń Wielki – Przełęcz Glisne – Mszana Dolna – Lubogoszcz – Kasina Wielka (Mały Szlak Beskidzki).